# Famille de Rivérieulx
La famille  de Rivérieulx est une famille subsistante originaire du Bourbonnais et fixée à Lyon avec Antoine Rivérieulx, bourgeois de Lyon en 1652.
Elle est composée de deux branches. La branche ainée, dite de l'Arbalétrière, demeurée non noble. La branche cadette qui fut anoblie par la charge de secrétaire du roi au XVIIIe siècle et qui se divisa elle-même en un rameau ainé qui porte le nom Rivérieulx de Varax et en un rameau benjamin qui porte le nom Rivérieulx de Chambost.

## Histoire
Antoine Rivérieulx, né à Jaligny en Bourbonnais, bourgeois de Lyon en 1652 et recteur des hôpitaux de la ville, épousa Claudine Berton dont il eut :
- Marc-Antoine Rivérieulx, auteur de la branche de L'Arbalétrière, aînée et subsistante, demeurée non noble[2]
- Étienne Rivérieulx, marchand, banquier à Lyon, anobli par la charge de secrétaire du roi acquise en 1719 et mort en charge en 1731[3][réf. à confirmer], marié en 1683 à Marie Roland de La Place, d'où 2 fils, Hugues et Claude, auteurs de deux lignées elles aussi subsistantes : de Rivérieulx de Varax et de Rivérieulx de Chambost[1],[2].

## Branche de L'Arbalétrière
Cette branche, qui est l'aînée de cette famille, est demeurée non noble. Elle a pour auteur Marc-Antoine Rivérieulx (fils d'Antoine Rivérieulx et de Claudine Berton), marié en 1700 à Monique Roux. Elle se fixa à Brest vers 1774. Elle est subsistante[réf. nécessaire].

### Généalogie
- Marc-Antoine Rivérieulx, marié à Claudine Roux, dont[1],[2] :
  - Marc-Antoine Rivérieulx, lieutenant de cavalerie, marié en 1730 à Jeanne Marc, dont[1],[2] : 
    - Marc-Antoine Rivérieulx, officier de cavalerie. Il fit la guerre en Amérique sous les ordres du général de Montcalm et fut prisonnier des indiens pendant deux ans. Après un voyage en Inde, il se fixa à Brest, où il épousa en 1774 Yvonne du Verger, dont[1],[2] :
      - François-Marie de Rivérieulx, capitaine du génie, chevalier de Saint-Louis et de la Légion d'honneur, marié à N. Guillo du Bodan, dont une fille[1],[2].
      - Marc-Armand de Rivérieulx, capitaine d'artillerie, marié à Françoise Le Guen, dont deux filles[1],[2].
      - Antoine-Marie de Rivérieulx, enseigne de vaisseau, marié à Rose Le Guen, dont[1],[2] :
        - Armand-Marie-Emile de Rivérieulx, marié en 1831 à Mademoiselle Desmarests, dont postérité[1],[2].

## Branche de Varax

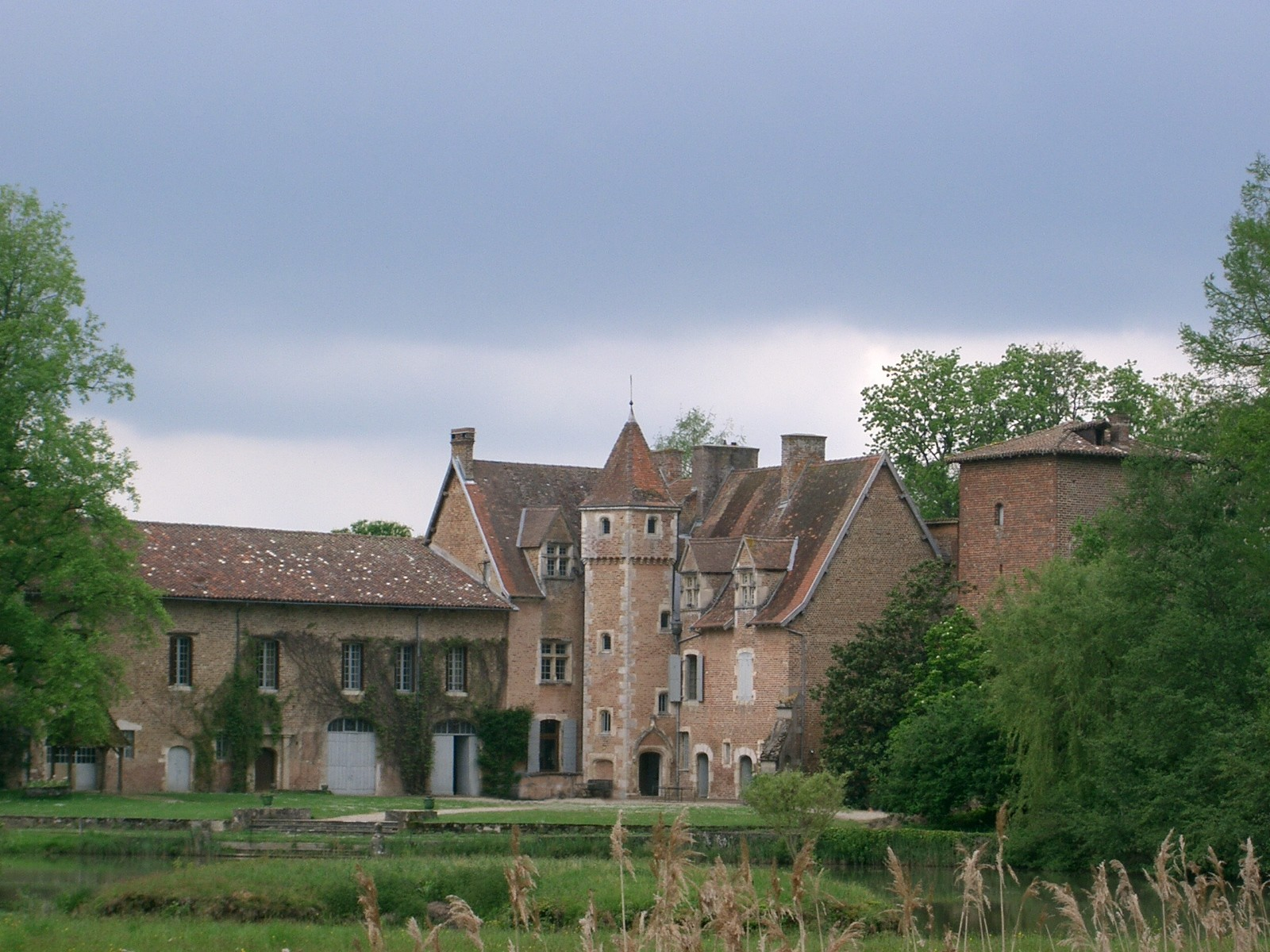
Le château de Varax.

Cette branche a pour auteur Étienne Rivérieulx, fils d'Antoine Rivérieulx et de Claudine Berton, seigneur du comté de Varax — il acquit la seigneurie de Varax le 20 février 1720 de Marie-Thérèse et Marie-Annes Perrachon —, de Marcilly etc., recteur des hôpitaux de Lyon. Il fut anobli par la charge de secrétaire du roi, acquise en 1719 et mort en charge le 30 décembre 1731.
Cette branche habita à Lyon au château de la Duchère.

### Généalogie
- Étienne Rivérieulx, seigneur du comté de Varax[5],[6],[7],[8], de Marcilly, recteur des hôpitaux de Lyon et secrétaire du roi (1719 à 1731), épousa en 1683 Marie Rolland, dont entre autres[1],[2] :
  - Hugues de Rivérieulx de Varax, seigneur du comté de Varax, Marcilly, Civrieu, Losanne etc., président en la cour des monnaies, lieutenant général criminel en la sénéchaussée, prévôt des marchands de la ville de Lyon (1745-1749). Marié en 1725 à Blanche Albanel, il eut onze enfants dont[1],[2] :
    - Jean-Claude de Rivérieulx de Varax († 1794), seigneur du comté de Varax, de Marcilly, Civrieu etc., officier au régiment d'Escars, victime de la Révolution française, marié en 1761 à Marthe Vidaud de La Tour, dont entre autres[1],[2] :
      - Jean-Jacques de Rivérieulx de Varax, dit « le comte de Varax », officier au régiment de Rouergue, il fit plusieurs campagnes avec l'armée des princes. Chevalier de l'ordre de Saint-Louis, adjoint au maire de Lyon, maire de Vasse de 1817 à 1830, membre du conseil général du Rhône, marié en 1796 à Adélaïde de Murard de Saint-Romain, dont entre autres[1],[2] :
        - Louis de Rivérieulx de Varax, ancien officier au service Sarde, marié en 1837 a Nathalie Lantin de Montcoy, dont[1],[2] :
          - André de Rivérieulx de Varax (1838), marié en 1866 à Luglienne de Jouenne d'Esgrigny.
          - Bernard de Rivérieulx de Varax (1841).

        - Gabriel de Rivérieulx de Varax (né en 1804) dit « le comte de Varax », marié en 1831 à Félicie de Lacroix-Laval dont entre autres[1],[2] :
          - Emmanuel de Rivérieulx de Varax (1834)  marié en 1860 à Ludovie de Jerphanion, d'où postérité[1],[2]
          - Amédée de Rivérieulx de Varax (1836), marié en 1860 à Marthe Bouchet, d'où postérité[1],[2]
          - Jules de Rivérieulx de Varax (1838), marié en 1863 à Suzanne Aubel de Pymont[1],[2]
          - Paul de Rivérieulx de Varax (1840), marié en 1866 à Jeanne-Adèle de Pomey[1],[2]
          - Régis de Rivérieulx de Varax (1843), marié en 1867 à Marie-Marguerite de Pomey[1],[2]

## Branche de Chambost
Cette branche a pour auteur Claude de Rivérieulx, fils d'Étienne Rivérieulx et de Marie Roland de La Place, écuyer, conseiller-secrétaire du roi, prévôt des marchands de Lyon en 1776, marié en 1731 à Hélène Morel,.
En 1741, après avoir acheté à Abraham de Thélis pour 70 000 livres la seigneurie de Chambost, il devint seigneur de Chambost et porta le titre de baron de Chambost.
Cette branche posséda la terre de Poisieu, en Dauphiné.

### Généalogie
- Claude de Rivérieulx, seigneur et baron de Chambost, marié en 1731 à Hélène Morel. Ils eurent 9 enfants dont[1],[2] :
  - Dominique de Rivérieulx de Chambost, mousquetaire du roi, marié en 1767 à Marianne Perrin dont entre autres[1],[2] :
    - Claude-Marie de Rivérieulx de Chambost († 1827) dit « le comte de Chambost »[2], officier au régiment de la Reine-Dragons, chevalier de Saint-Louis, député du Rhône, marié en 1790 à Marie-Thérèse Gesse de Poisieu, dont entre autres[1],[2] :
      - Charles-Claude-Dieudonné de Rivérieulx de Chambost, dit « le comte de Chambost »[10] ancien garde du corps du roi, marié en 1823 à Léonie L'Habitant, dont[1],[2] :
        - Jean-Claude-Anatole de Rivérieulx de Chambost, marié en 1851 à Hedwige-Marie-Françoise Ranvier de Bellegarde, qui ne laissa que des filles[1],[2].

      - Hippolyte de Rivérieulx de Chambost, dit « le comte de Lépin »[2], qui obtint des lettres de naturalité en Savoie en 1848, marié en 1826 à Anne-Louise Perrin de Lépin puis à Georgine de Planchamp de Cluses dont[1],[2] :
        - (du 1er lit) Tancrède de Rivérieulx de Chambost, dit « le comte de Lépin »[2], marié en 1853 à Édith Favier du Noyer, d'où postérité[1],[2].
        - (du 2e lit) Louis de Rivérieulx de Chambost, dit « le vicomte de Chambost »[2], marié en 1866 à Mademoiselle Penet de Monterno, d'où postérité[1],[2].

## Alliances
Les principales alliances de la famille de Rivérieulx sont : Berton, Rolland (1683), Roux (1700), Albanel (1725), Marc (1730), Le Guen, Roland de La Place, Morel (1731), Vidaud de La Tour (1761), Perrin (1767), du Verger (1774), Gesse de Poisieu (1790), de Murard de Saint-Romain (1796), Guillo du Bodan, Desmarests (1831), de Lacroix-Laval (1831), Lantin de Montcoy (1837), Perrin de Lépin, de Planchamp de Cluses, Ranvier de Bellegarde (1851), Favier du Noyer (1853), de Jerphanion (1860), Bouchet (1860), Aubel de Pymont (1863), de Pomey (1866 et 1867), Penet de Monterno (1866), de Jouenne d'Esgrigny (1866), etc.

## Armes, titres
- Armes : D'azur au croissant d'argent accompagné en pointe d'une rivière agitée du même[1].
- Titres : comte de Varax, comte et vicomte de Chambost, comte de Lépin (titres de courtoisie)